# Pinhalão
Pinhalão là một đô thị thuộc bang Paraná, Brasil. Đô thị này có diện tích 220,692 km², dân số năm 2007 là 6030 người, mật độ 29,8 người/km².